# Arkadi Alexandrowitsch Wainer

Grabstein Wainers auf dem Friedhof Wostrjakowo in Moskau

Arkadi Alexandrowitsch Wainer (russisch Аркадий Александрович Вайнер, wissenschaftliche Transliteration Arkadij Aleksandrovič Vajner, * 13. Januar 1931 in Moskau; † 24. April 2005 ebenda) war ein sowjetisch-russischer Schriftsteller, der zusammen mit seinem Bruder Georgi (1938–2009) viele in der Sowjetunion und anderen Ostblockländern erfolgreiche Kriminalromane verfasste.
Arkadi Wainer studierte an der Lomonossow-Universität Jura und war vor seinem schriftstellerischen Erfolg bei der Miliz als Ermittler tätig.

## Filmografie
- 1979: Die schwarze Katze – (Mesto wstretschi ismenit nelsja) – mehrteiliger Fernsehfilm